# Шергат
Шергат (араб. الشرقاط) — місто на півночі Іраку, розташований на території мухафази Салах-ед-Дін. Адміністративний центр однойменного округу.

## Географія
Місто знаходиться в північно-західній частині мухафази, у правобережній частині долини річки Тигр, на висоті 143 метрів над рівнем моря. 

Шергат розташований на відстані приблизно 100 кілометрів на північний північний захід (NNW) від Тікриту, адміністративного центру провінції і на відстані 255 кілометрів на північний північний захід від Багдаду, столиці країни.

## Населення
На 2012 рік населення міста складає 54238 осіб.

## Пам'ятки
На південь від міста розташовані руїни Ашшура, одного з найбільш значущих міст стародавньої Ассирії.